# Eudendrium aylingae
Eudendrium aylingae är en nässeldjursart som beskrevs av Watson 1985. Eudendrium aylingae ingår i släktet Eudendrium och familjen Eudendriidae. Inga underarter finns listade i Catalogue of Life.